# Cylistella scarabaeoides
Cylistella scarabaeoides är en spindelart som först beskrevs av Pickard-Cambridge O. 1894.  Cylistella scarabaeoides ingår i släktet Cylistella och familjen hoppspindlar. Inga underarter finns listade i Catalogue of Life.